# Lista das mais altas montanhas nunca escaladas até o topo
Elaborar uma lista das mais altas montanhas que nunca foram escaladas até o topo é frequentemente um assunto controverso, já que em algumas partes do mundo, o levantamento e o mapeamento de algumas regiões ainda não são totalmente confiáveis e não há registros completos das rotas de exploradores, alpinistas e habitantes locais. Em alguns casos, até mesmo escaladas modernas por grupos maiores têm sido pouco documentadas e, sem nenhuma listagem universalmente reconhecida, o melhor que pode ser feito para determinar o maior pico virgem exige um certo grau de especulação.
Um pico virgem é uma montanha que ainda não foi escalada até o topo por nenhum montanhista. Muitos picos virgens existem devido à impossibilidade de alcançar a montanha, por restrições políticas ou religiosas ou devido ao seu isolamento geográfico, ou por conta da grande dificuldade técnica da subida. Algumas culturas consideram as montanhas sagradas e que devem permanecer invioladas. Além disso, a subida a montanhas maiores é geralmente mais prestigiosa e vista como um empreendimento mais formidável que escalar montanhas menores. Por isso, Os menores picos acabam recebendo atenção, enquanto os maiores são escalados, por exemplo, por grupos buscando novas rotas ou durante o inverno, quando as condições são geralmente mais adversas.
Em todo o mundo, o pioneiro a escalar uma montanha até o topo tem o privilégio de nomeá-la na forma como deseja. Apesar de não existir uma regra, existe o bom senso de dar um nome. Segundo o experiente alpinista chileno Evelio Echevarria, autor de diversos livros, é recomendado dar nomes no idioma do país em que a montanha está situada. Também é interessante buscar nomes que guardem relação emotiva ou própria de um país ou região por apelar a sentimentos ou emoções locais.

## Desafios na definição de "montanha mais alta nunca escalada"

### Definição de montanha
Muitas montanhas terão, além de seu principal cume, subcumes próximos. Geralmente, são considerados a proeminência topográfica e a topografia geral para a classificação de um ponto como cume independente ou como subcume. Critérios objetivos já foram propostos, mas nenhum é amplamente aceito. Em 1994, a União Internacional das Associações de Alpinismo catalogou 82 picos de montanha nos alpes cujos cumes eram de pelo menos 4 mil metros acima do nível do mar e com pelo menos 30 metros de Proeminência topográfica como picos distintos.

### Verificação dostatusde não-escalado
Pode ser difícil determinar se uma montanha foi ou não escalada até o topo. Muito antes do montanhismo moderno ter se iniciado na metade do século 19, evidências indicam que pessoas viajavam aos cumes ou próximo aos cumes de grandes montanhas. Escavações arqueológicas nos Andes mostram que os seres humanos chegaram a pelo menos 6 739 metros de altitude na Pré-história. Assentamentos permanentes até 4 500 metros acima do nível do mar foram estabelecidos há cerca de 12 000 anos na cordilheira. Na região do Himalaia, Lhasa, capital do Tibete, está a 3 650 metros do nível do mar e é permanentemente habitada desde o século 7. Outros assentamentos menores existem em elevações superiores a 4 mil metros. Com humanos vivendo em elevações altas por muitos milênios, picos próximos a esses assentamentos podem ter ou não sido escalados até o topo em algum momento do passado. 
A terceira montanha mais alta do mundo, Kanchenjunga, foi escalada muitas vezes, mas depois que os primeiros montanhistas que a escalaram com sucesso aceitaram respeitar o desejo dos locais e não subir na parte mais alta da montanha, os que o seguiram podem ter respeitado essa tradição. Semelhantemente, Nanda Devi também foi escalado, mas o cume mais alto não foi e agora tem o acesso proibido a alpinistas. Machapuchare só teve uma tentativa de escalada em 1957, quando os montanhistas chegaram a 150 do cume, mas o Nepal proibiu novas tentativas.

## As montanhas mais altas que nunca foram escaladas até o topo
| Montanha           | Altura (m) | Local         | Referência  |
| ------------------ | ---------- | ------------- | ----------- |
| Gangkhar Puensum   | 7 570 m    | Butão         | [ 4 ] [ 5 ] |
| Muchu Chhish       | 7 452 m    | Paquistão     | [ 4 ] [ 5 ] |
| Kabru North Summit | 7 394 m    | Nepal         | [ 5 ]       |
| Labuche Kang III   | 7 250 m    | Tibete, China | [ 6 ]       |
| Karjiang           | 7 221 m    | Tibete, China | [ 5 ]       |

## Gangkhar Puensum

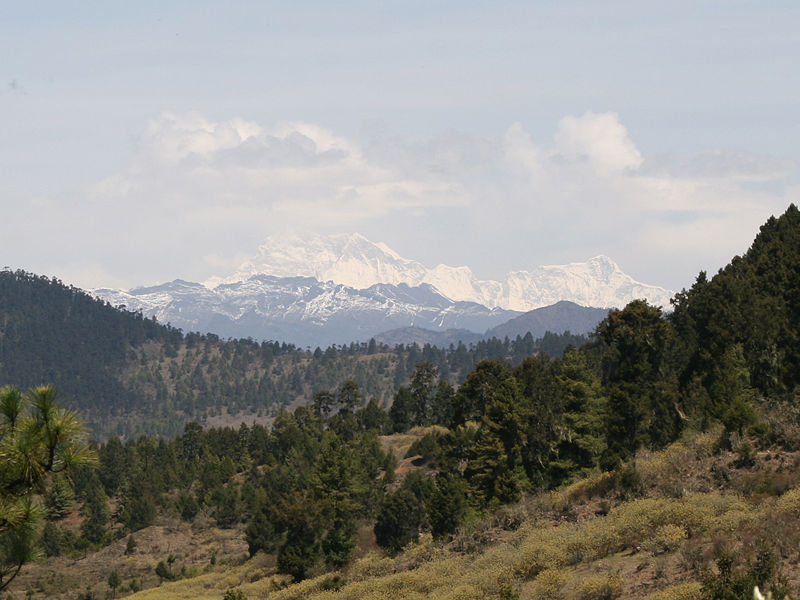
Gangkar Puensum

A montanha Gangkhar Puensum está situada na fronteira entre o Butão e a China e, provavelmente, e será por muito tempo a montanha mais alta do mundo que nunca foi escalada. As razões para a sua “virgindade” são várias. Uma delas é que o Governo do Butão somente permitiu a escala no país no período de 1983 a 1994. Porém, por problemas políticos e religiosos, a escalada em todas as montanhas do país foram proibidas em 2004.
O Butão abriu-se para montanhismo apenas em 1983, já que eles acreditam que imponentes montanhas são a morada dos espíritos. Quando o país finalmente abriu suas portas para montanhismo, uma série de expedições ao Gangkhar Puensum foram organizadas. Entre 1985 e 1986, quatro tentativas foram feitas, mas todas fracassaram estrepitosamente. Em 1994, porém, o governo proibiu a escalada de montanhas acima de 6 mil metros por respeito a crenças espirituais locais, e, desde 2004, o montanhismo foi totalmente proibido no país.
Existe, entretanto, a possibilidade de escalá-la a partir da fronteira com o Tibet (controlado pela China), pois está situada na fronteira dos dois países. Assim, em 1998 uma expedição japonesa conseguiu a permissão da Associação de Montanhismo chinesa para escalar o Gangkhar Puensum pelo lado tibetano. Mas uma disputa de fronteiras de longa data com o Butão, finalmente resultou na revogação da licença.

## Montanhas não-proibidas jamais escaladas
Não é certo qual é a montanha não-proibida mais alta a jamais ter sido escalada até o topo. Enquanto alguns reconhecem só picos com pelo menos cem cumes com pelo menos 100 m de Proeminência topográfica, a União Internacional das Associações de Alpinismo usa o critério de 30 m. Pelo critério da UIAA, Muchu Chhish, com 7 452 m de altura e proeminência de 263 m é provavelmente a montanha mais alto do mundo que não foi escalada apesar de não ser proibida.